# Jean Charles Renouard
Pour les articles homonymes, voir Renouard.
Jean Charles Renouard, né le 4 juillet 1727 à Amiens (Somme), mort le 31 mai 1807 à Amiens (Somme), est un général de brigade de la Révolution française.

## États de service
Il entre en service le 15 décembre 1746, comme Garde du corps du roi dans la 1re compagnie française, et il reçoit son brevet de capitaine d'invalides le 28 juin 1768.
Le 21 octobre 1772, il est nommé lieutenant de maréchaussée à Amiens, puis le 27 juillet 1778, il devient prévôt général de la maréchaussée en Picardie. Il passe lieutenant-colonel le 5 janvier 1779 et le 18 mai 1791, il est nommé colonel de gendarmerie.
Il est promu maréchal de camp le 15 juillet 1792, et il est admis à la retraite le 1er août 1792.
Il meurt le 31 mai 1807 à Amiens.

## Sources
- (en) « Generals Who Served in the French Army during the Period 1789 - 1814: Eberle to Exelmans »
- Georges Six, Dictionnaire biographique des généraux & amiraux français de la Révolution et de l'Empire (1792-1814) Paris : Librairie G. Saffroy, 1934, 2 vol.
- Louis Boca, Armand Rendu et Georges Durand, Inventaire sommaire des Archives départementales antérieures à 1790, archives départementales de la Somme, Amiens, 1920, p. 387.